# Tokaj
Tokaj (németül: Tokey, latinul: Tokaeum) észak-magyarországi város Borsod-Abaúj-Zemplén vármegyében, a Tisza és a Bodrog találkozásánál, a Kopasz-hegy lábánál. A Tokaji járás központja.
A Tokaji borvidék névadó települése, amiben nemcsak a bortermelésben és -kereskedelemben játszott szerepe, hanem stratégiai, közlekedési csomóponti fekvése is szerepet játszik.

## Fekvése, földrajza
A megye székhelyétől, Miskolctól mintegy 54 kilométerre keletre fekszik, a Tokaji borvidéken, a Tisza és a Bodrog folyók találkozásánál, a Kopasz-hegy lábánál. Fejlődésében nemcsak a bortermelésben és borforgalmazásban játszott szerepe, hanem közlekedési csomóponti fekvése is közrejátszott, hiszen itt volt a Kelet-Felvidék és a Kelet-Alföld között zajló szekérforgalom legfontosabb kapuja. A tokajihoz mérhető jelentőségű és szerepkörű átkelőhely a Tiszán csak Szolnokon és Szegeden volt.

### Megközelítése
Legfontosabb közúti megközelítési útvonala a 38-as főút, ezen érhető el Szerencs és Nyíregyháza térsége felől is. Bodrogkeresztúrral a 3838-as út, Taktabájjal a 3619-es út, a Taktaköz más kisebb településeivel pedig a 3621-es út köti össze.
A hazai vasútvonalak közül a Mezőzombor–Nyíregyháza-vasútvonal érinti, melynek egy megállási pontja van itt. Tokaj vasútállomás a belterület nyugati szélén helyezkedik el, közúti elérését a 36 308-as számú mellékút biztosítja. Az állomáson InterCity járatok is megállnak.
A várost érintő regionális autóbusz-közlekedés szolgáltatója a Volánbusz, mely járatokat közlekedtet többek között Szerencs (3853), Sárospatak (3885), illetve Nyíregyháza (4243) felé.

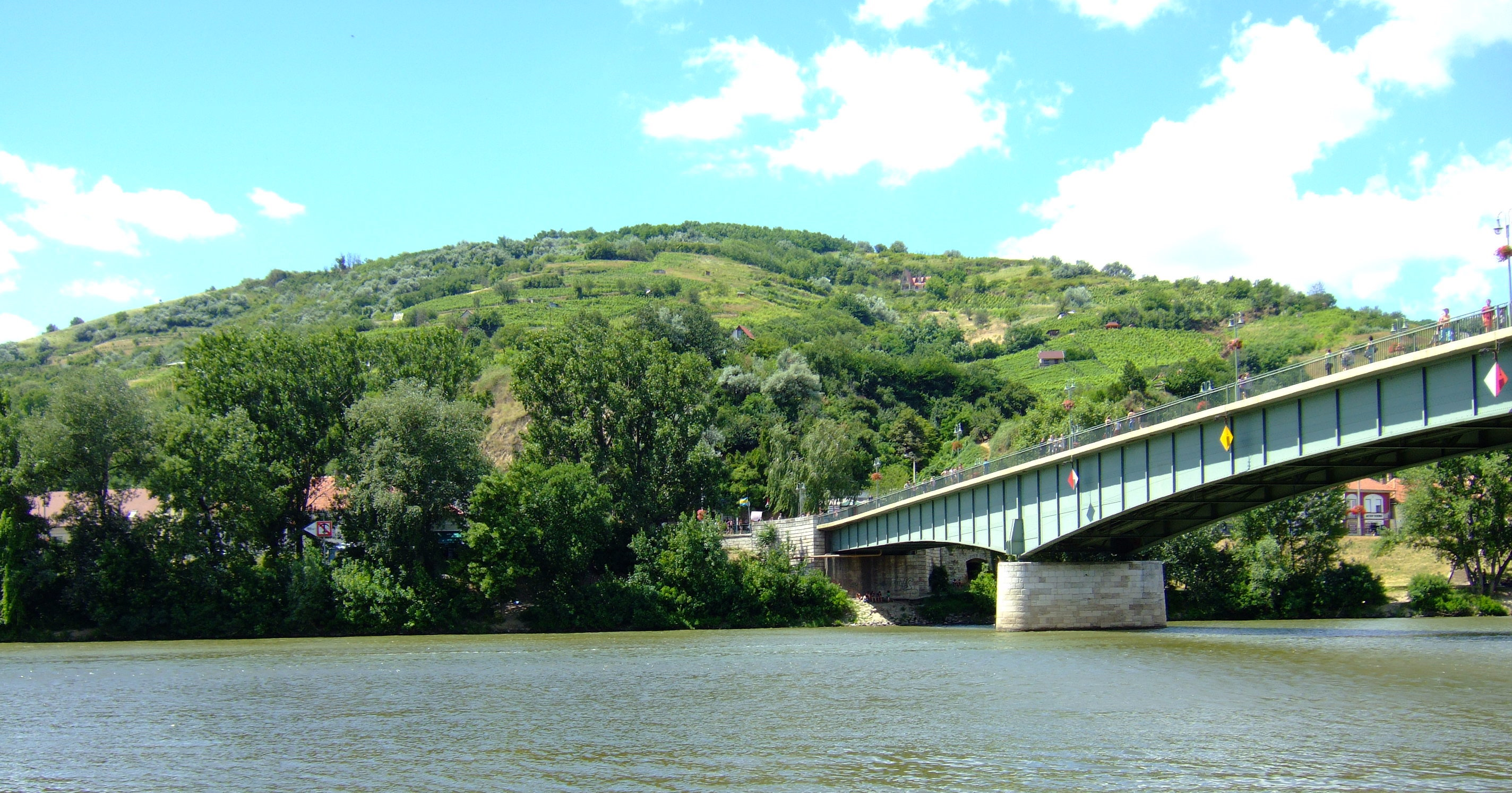
A közúti Tisza-híd

A Tisza túlsó partján fekvő Rakamazzal közúti és vasúti híd köti össze. Tokaj és a Bodrogzug között komp közlekedik.
A város megközelítésében szerepet játszik a vízi közlekedés is – sok tiszai vízitúra-útvonalnak van Tokajban a kezdő-vagy végpontja, illetve pihenőhelye –, ezzel függ össze, hogy itt létesült a Közlekedési Hatóság Tokaji Hajózási Hatósági Szolgálati És Ellenőrzési (HHSZE) Pontja.

## Történelem

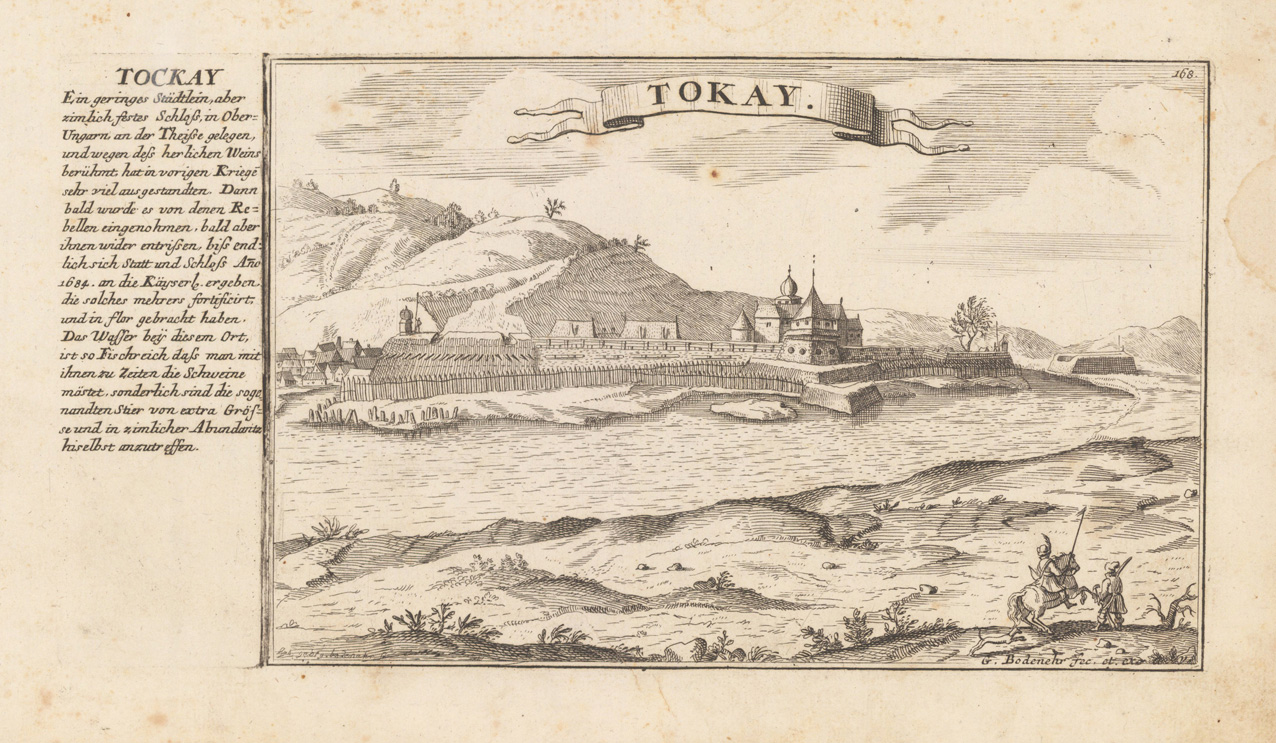
Gabriel Bodenehr: Tokaj 1684-ben

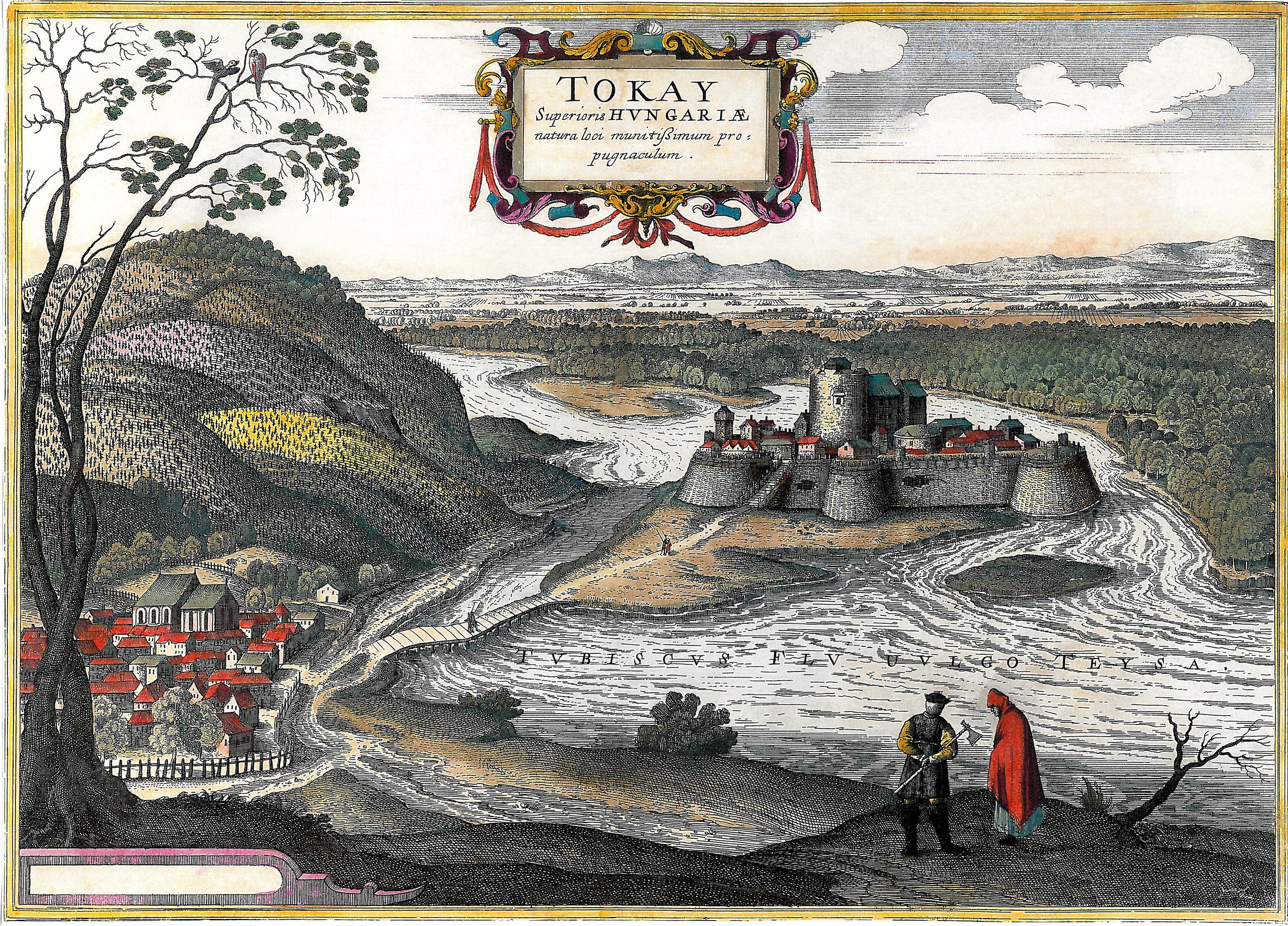
Georg Hoefnagel:Tokaj a 16. század végén

Árpád fejedelemnek Tarcal nevű vezére kapta adományba azt a földet, mely a tokaji hegy tövében a Bodrog és Tisza összefolyásánál elterül. Ezen helyen épített Tarcal vezér a honfoglaláskor egy földvárat, melyet Anonymus „Hymesudvarnak” nevezett.
Tokajt, mint a környék nevét először 1067-ben említi ismert, írott forrás, ekkor már szőlőtermesztő vidék volt. Majd (talán) 1074-ben említik, amidőn Salamon király a kemeji csata után Cothoydnál menekült át a Tiszán, amely nevet sok történetíró Tokajnak véli.
A földvára a tatárjárás során elpusztult. 
Magát a települést 1353-ban említik először Tokaj néven. A 14. századra már kővár állt a településen, mely a diósgyőri uradalom része volt.
1450 után Tokaj a Hunyadiaké, majd a Szapolyaiaké volt. Szapolyai János egy időre elveszítette a birtokot, de fia, János Zsigmond idejében már ismét a családé volt, így királyi uradalommá vált. A borvidék bevételének köszönhetően Tokaj mezővárossá fejlődött, népessége növekedett. 1705-ben II. Rákóczi Ferenc leromboltatta a várat nehogy idegen kézre kerüljön.
Leírás a településről a 18. század végén:		
```
"Elegyes lakosú Magyar Mezőváros, és hajdani Vár Zemplén Várm. földes Ura a’ Királyi Kamara, lakosai külömbfélék, fekszik B. Keresztúrhoz 1 mértföldnyire, a’ híres Tokaji hegy alatt, Bodrog vizének, a’ Tisza vizébe való folyásánál. Eredete bizonytalan; külömbféle ostromlásokat szenvedett 1523, 1563, 1566. 1605-dikben Bocskainak bírtokába jutott, majd Turzóé is vólt. 1645. Rákóczié vala; 1682. Tökölyié; 1685. ismét a’ Tsászáré leve. 1697 Tokai Ferentz foglalta-el magának, de a’ Harangodi pusztán torkára forrott ragadozása. 1705-dikben Rákóczi elrontatta, hogy Patak Várának lerontatásáért a’ Tsászáron boszszút állhasson. Melly viszontagságokban a’ Városnak lakosai is részesek vóltak. Díszesíti a’ városnak Szentegyháza, a’ Kaputzinusoknak, Piáristáknak Szentegyházaik, de a’ több Lakosoknak is vagynak itten tulajdon Templomaik, és számos Uraságoknak szabad udvaraik. Terézia hegyén Kápolnát építtetett itten néhai M. TERÉZIA. Lakosai nem olly tehetősek, mint hajdan; szántóföldgye, és legelője is szűk; igen híres szőlőhgye tágas, és jó, de nem mindenütt; piatza, és eladásra módgya van helyben, országos vásárjai meglehetősek; a’ Tiszán is van módgya a’ keresetre."
 			
(
Vályi András
: 
Magyar országnak leírása
, 
1796
–
1799
)
```

A kiegyezés utáni békés évtizedekben Tokaj fejlődött, polgárosodott, a két világháború azonban ezt félbeszakította. 1944-ben először a német, majd a szovjet hadsereg foglalta el Tokajt.
A második világháború után Tokaj csak lassan fejlődött, még a borkereskedelemben betöltött központi szerepét is egyre inkább Sátoraljaújhely vette át. 1952. február 1-jén elveszítette járási székhely szerepét. Városi rangját csak 1986-ban kapta vissza. Ekkortól újra dinamikus fejlődésnek indult. Tokaj a turisták kedvelt úticélja. A borvidék a Világörökség része.

## Közélete

### Tanácselnökök 1950-1990 közt
- 1986–1990: Májer János[12]

### Polgármesterei
- 1990–1994: Májer János (FKgP-VP-MDF)[13]
- 1994–1998: Májer János (független)[14]
- 1998–2002: Májer János (független)[15]
- 2002–2006: Májer János (független)[16]
- 2006–2010: Májer János (független)[17]
- 2010–2014: Májer János (független)[18]
- 2014–2019: Posta György (független)[19]
- 2019–2024: Posta György (független)[20]
- 2024– : Posta György (független)[1]